# Aggiornamento desktop di Windows

Il desktop di Windows 95 OSR 2.5 con Aggiornamento desktop di Windows

Il desktop di Windows 95 OSR 2 senza Aggiornamento desktop di Windows

L'Aggiornamento desktop di Windows di Microsoft era una funzionalità facoltativa inclusa in Internet Explorer 4 (pubblicato il 1º ottobre 1997), che introduceva diverse funzionalità aggiornate per la shell dei sistemi operativi Windows 95 e Windows NT 4.0 (Service Pack 3 o successivo), come Active Desktop e la stretta integrazione tra Internet Explorer 4 e Gestione risorse.
Windows 95 OSR 2.5 includeva già Internet Explorer 4.0 e l'Aggiornamento desktop di Windows (veniva installato automaticamente dopo l'installazione standard di Windows 95). Le nuove funzionalità entrarono a far parte dell'installazione standard di Windows a partire da Windows 98.

## Nuove funzionalità
L'Aggiornamento desktop di Windows introduceva le seguenti nuove funzionalità:
- Active Desktop: consentiva la visualizzazione di contenuto Web (ad esempio HTML, XML, CDF) tramite il motore di rendering di Internet Explorer, e per la prima volta la visualizzazione di immagini non BMP sul desktop di Windows;
- Active Channel: tecnologia simile agli RSS e alle Web Slice di Internet Explorer 8. I canali erano un servizio di distribuzione remoto, tramite HTTP, in linguaggio script XML che utilizzava il formato di file CDF. La versione dell'Aggiornamento desktop di Windows inclusa in Internet Explorer 4.0 includeva contenuti localizzati e provider di servizi per le principali regioni linguistiche; invece, i programmi di installazione a partire da Internet Explorer 5.0 erano privi di contenuti ad iscrizione predefinita;
- barra di avvio veloce: comparsa per la prima volta nell'Aggiornamento desktop di Windows, forniva un'alternativa orizzontale alla barra di avvio verticale di Microsoft Office 95, 97 e 2000;
- cartelle Web: un client WebDAV integrato nelle finestre di Gestione risorse che poteva visualizzare contenuti e grafica Web;
- personalizzazione delle cartelle: singole cartelle e singoli gruppi di cartelle potevano essere personalizzati nell'aspetto utilizzando dei vincoli di formattazione di tipo Web;
- pulsanti più grandi con etichette di testo nella barra degli strumenti di Gestione risorse;
- miglioramenti al menu di avvio, tra cui la nuova sezione "Preferiti", più opzioni nel menu "Trova", e il supporto al drag and drop, alla modifica e all'eliminazione degli elementi di menu;
- supporto alla visualizzazione in miniature delle anteprime delle immagini in Gestione risorse, e ai tooltip per file e cartelle come commenti in Desktop.ini;
- nuove API per l'estensione di Gestione risorse.

## Dopo Internet Explorer 4
Gli aggiornamenti all'Aggiornamento desktop di Windows vennero inclusi negli hotfix e nei Service Pack di Internet Explorer 4. Successivamente, gli aggiornamenti di sicurezza per la shell di Windows 95 e NT 4.0 includevano sia l'aggiornamento alla versione dell'Aggiornamento desktop di Windows sia la versione originale. Inoltre, talvolta la versione dell'Aggiornamento desktop di Windows e l'aggiornamento alla versione originale venivano distribuiti in pacchetti separati.
Se l'Aggiornamento desktop di Windows è installato, il programma di installazione di Internet Explorer 5.0 e 5.5 installa alcune nuove funzionalità per la shell, come l'ordinamento per nome nei menu contestuali e la disposizione dei menu e dei pulsanti della barra degli strumenti in una o più righe quando i menu o i pulsanti della barra degli strumenti non si adattano alla finestra di Esplora risorse sullo schermo.
Siccome in Internet Explorer 4 l'Aggiornamento desktop di Windows era ufficialmente solo un componente facoltativo per l'utente, e non era formalmente incluso in alcuna versione successiva di Internet Explorer, era possibile estrarre il file .CAB del programma di installazione dell'Aggiornamento desktop di Windows dai file di installazione di Internet Explorer 4, generare con IEAK una versione del programma di installazione di Internet Explorer 5.0x, 5.5 e Internet Explorer 6.0 che includesse l'aggiornamento, oppure utilizzare dei parametri da riga di comando per passare al programma di installazione di tali versioni di Internet Explorer l'istruzione di installare l'Aggiornamento desktop di Windows.